# ألثيدس
كان ألثيدس (1193-1262) فيلسوف قبرصي، معروف في المقام الأول من الأقوال المنسوبة إليه في أعمال الآخرين. لا يُعرف سوى القليل عن الفيلسوف المتجول المعروف باسم ألثيدس القبرصي، ولا يزال القليل من أعماله متاحًا للعلماء الحديثين. كان والديه من التجار اليونانيين الذين يعيشون في الجزيرة تحت حكم غي دي لوزينيان. وُلِد قبل عام من وفاة غي، في عام 1193. وفي وقت ما في أواخر فترة المراهقة، غادر قبرص كبحار في سفينة تجارية مغاربية.

## ألثيدس الفيلسوف
ظهر ألثيدس مرة أخرى في سجلات تاريخية مع تأسيس مدرسته للفلسفة في القدس في عام 1226، تحت حكم الكامل، ابن شقيق صلاح الدين وحاكم القدس. لم تكن مدرسته ناجحة بشكل خاص، وتفرقت بعد فترة وجيزة من توقيع الكامل لعام 1229 على المدينة للعودة إلى الصليبيين. من هذه النقطة يُعرف القليل جدا. تظهر حسابات وكتابات مبعثرة هنا وهناك في مواقع متنوعة مثل إسبانيا والمغرب وروما ومصر. توفي ألثيدس بالقرب من منزل طفولته في قبرص في عام 1262.

## أعمال
لم يكتب ألثيدس أبدًا عملاً فلسفيًا جدياً أو أطروحة وهو معروف في المقام الأول بأقواله الحكيمة الكثيرة، التي توجد أساسًا في أعمال أخرى مكتوبة في أوائل القرن الثالث عشر. 
 نحن نركض نحو الهاوية. لا يسعنا إلا أن نأمل أنه عندما نصل إلى الحافة سنكون قادرين على الطيران. [من التعليم والتدريب، القدس، 1227] 
 إذا طلب منك أي شخص ما إذا كان يمكنك القيام بشيء ما، فلديك إجابتين فقط: «نعم» و«ليس بعد». [القدس، 1227] 
 الرجل الذكي قادر على حل الألغاز، والرجل المطلع يعرف العديد من الإجابات. ولكن فقط الرجل الحكيم يعرف الألغاز التي يجب حلها وأي الأسئلة التي يجب طرحها. [من الإدراك البشري للذكاء، أثينا، 1236] 
 الحياة مليئة بالحدود؛ الحياة التي تعيش فيها هي حياة لا تستحق العيش على الإطلاق. [أثينا، سنة غير معروفة] 